# Mitu (Gattung)
Mitus (Mitu) sind eine Gattung putengroßer Hokkohühner, die im südamerikanischen tropischen Regenwald beheimatet sind. Von den vier Arten ist eine Art, nämlich der Mituhokko, in freier Wildbahn ausgestorben.

## Merkmale
Mitus weisen im Gegensatz zu den Vertretern der Gattung Crax keine Schnabelwachshaut auf und ihre Nasenlöcher liegen an der bis zu den Nasenöffnungen befiederten Schnabelwurzel. Charakteristisch für Mitus sind kurze, hohe und stark gebogene Oberschnäbel. Zwei Arten, nämlich der Mituhokko und der Amazonashokko, weisen darüber hinaus Höckerbildungen in der Basalhälfte des Oberschnabels auf. Bei dem Samthokko (M. tomentosa) ist der Oberschnabel an den Seitenflächen lediglich zusammengepresst.
Bei den Mitus gibt es keinen auffälligen Geschlechtsdimorphismus. Alle vier Arten haben überwiegend ein schwarzes Körpergefieder.
Der Samthokko hat ein noch kaum verlängertes Scheitelgefieder. Der Salvinhokko dagegen weist auf dem Oberkopf eine Federhaube auf, die aus verbreiterten Federn mit abgerundeten Enden geformt ist. Grundsätzlich sind die Scheitelfedern bei den Mitus nicht gekräuselt wie bei den Crax-Arten, sie sind jedoch stark schillernd und unterscheiden sich dadurch vom übrigen feinen Kopfgefieder.

## Arten
Die folgenden Arten gehören zu den Mitus:
- Samthokko (M. tomentosa)
- Salvinhokko (M. salvini)
- Amazonashokko oder Amazonas-Mitu (M. tuberosa)
- Mituhokko (M. mitu)

## Haltung

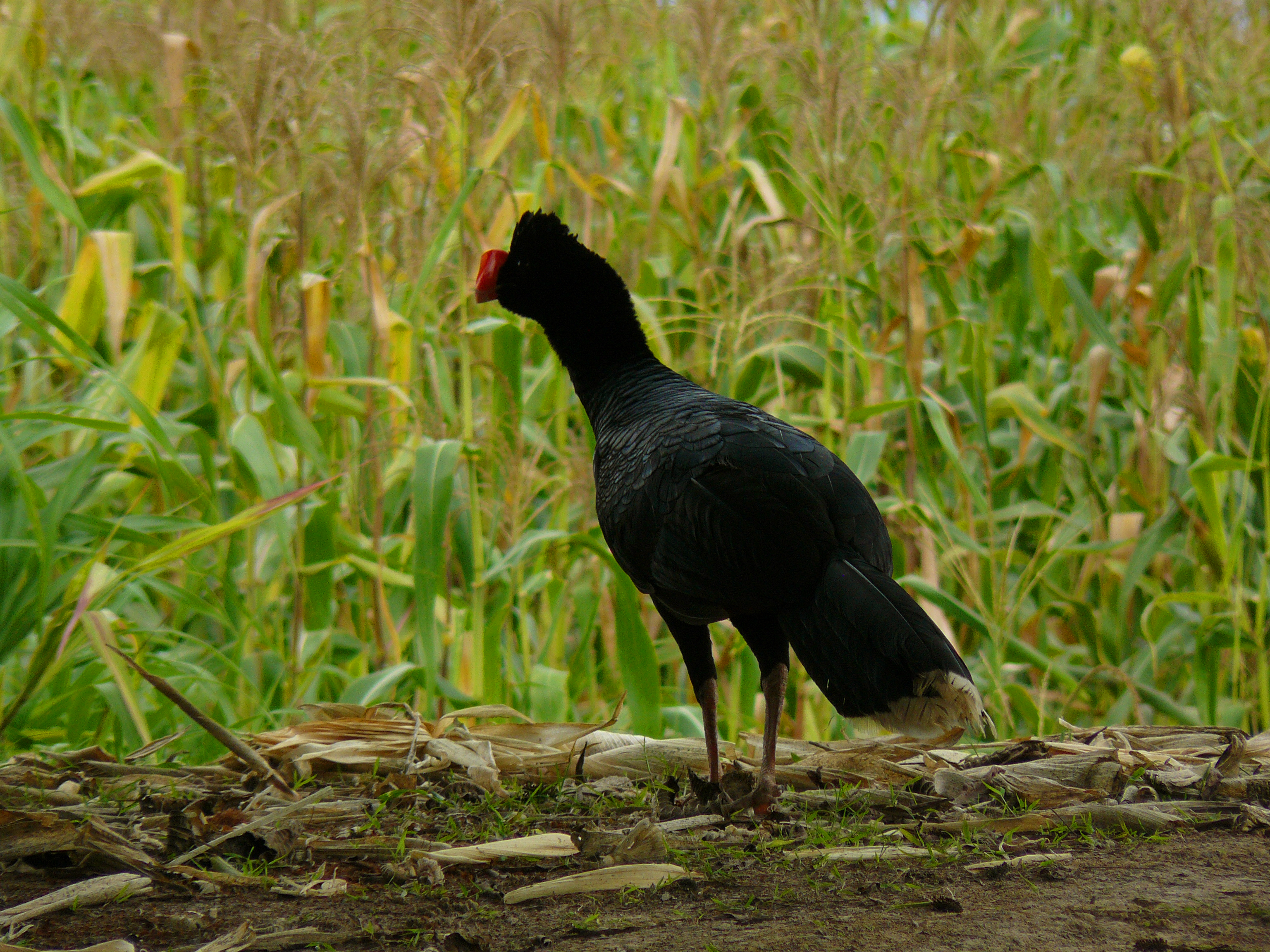
Amazonashokko

Mitus werden schon vergleichsweise lange in Gefangenschaft gehalten. Coenraad Jacob Temminck (1778–1858) berichtet von einem bei Den Haag gehaltenen Amazonashokko. Die Zoological Society of London besaß vor 1835 ebenfalls ein Hokkohuhn dieser Art. Edward Smith-Stanley, 13. Earl of Derby hielt zu Beginn des 19. Jahrhunderts in seiner Menagerie auf Knowsley Hall ebenfalls einen Amazonashokko. Erst 1929 gelang Oskar Heinroth jedoch eine Aufzucht dieser Art im Berliner Zoo. Sie gelten unverändert als die am häufigsten gehaltenen Arten.
Der in freier Wildbahn ausgestorbene Mituhokko wird nur noch in Gefangenschaft gehalten. 1977 errichtete der brasilianische Artenschützer Pedro Mario Nardelli in Nilópolis bei Rio de Janeiro eine Aufzuchtstation, in der 1979 vier, 1993 34 und im Jahr 2000 44 Exemplare existierten. In der Folgezeit hielten auch weitere brasilianische Vogelparks und Zoos Mituhokkos, so dass der Gesamtbestand im Jahr 2003 81 Exemplare, im Jahr 2008 130 Exemplare und im Jahr 2015 ungefähr 230 Exemplare betrug.
Samthokko und Salvinhokko werden vergleichsweise selten gehalten. Allerdings umfasste die Menagerie von Lord Derby zu Beginn des 19. Jahrhunderts neben einem Amazonashokko auch einen Samthokko. Die wissenschaftliche Erstbeschreibung des Salvinhokkos erfolgte 1879 an einem in Europa gehaltenen Exemplar. Er wurde erstmals 1971 in Gefangenschaft nachgezüchtet.

## Einzelbelege
1. ↑  Raethel: Hühnervögel der Welt. S. 94.
2. ↑  Raethel: Hühnervögel der Welt. S. 96.
3. ↑  Raethel: Hühnervögel der Welt. S. 95.